# Abdullah Al-Baradouni
Abdullah Al-Baradouni, né le 1er janvier 1929 à Zarajat Baradoun près de Dhamar, au Yémen, et mort le 30 août 1999 à Dhamar, est un écrivain et poète yéménite. Il a reçu le titre honorifique de poète national.

## Biographie
Né au sein d'une famille modeste dans un village au nord du Yémen, il perd la vue à l'âge de cinq ans à la suite de la variole.
À l’âge de sept ans, il commence l’école à Zarajat Baradoun. En 1938, il déménage à Dhamar pour intégrer l’école de Shamsia[Quoi ?].
En 1940, il part étudier à Dar Al Ouloum, où il obtient un diplôme en droit islamique et sciences de la langue arabe. Après ses études, il devient professeur à Dar Al Ouloum.
Entre 1954 et 1956, il travaille comme avocat  et défend les droits des femmes et plus particulièrement les femmes divorcées.
Après la révolution de 1962, il intègre l'équipe de Radio Sanaa dont il devient en 1969 directeur. Pendant son travail à la radio, il prépare chaque semaine un programme qui s’appelle le Magazine de la pensée et de la littérature jusqu’à sa mort en 1999. 
Entre 1969 et 1975, il travaille comme superviseur pour le magazine de l’armée. Il a eu un article chaque semaine intitulée Pensée et question de littérature et un article hebdomadaire dans le journal Al Thawra intitulé Questions culturelles.
Il crée une fondation qui s’appelle l'Union pour les auteurs yéménites et les hommes de lettres, et devient le  premier président de cette fondation[Quand ?].

### Vers la poésie
À l’âge de 13 ans, il commence à lire la poésie classique. Dans sa vie, il continue à contribuer à la montée de la littérature arabe avec quelques grands poètes. Aujourd’hui, il est décrit comme l'un des meilleurs poètes arabes contemporains[réf. nécessaire]. 
Al Baradoni joue un rôle important dans la révolution de 1962 avec d’autres écrivains[réf. nécessaire]. Il écrit plusieurs poèmes critiquant le gouvernement. Entre 1950 et 1970 , il est conduit en prison à cause de son engagement politique.

## Œuvres
- De la Terre de Saba
- Sur le chemin de l'Aube
- La ville de demain
- Journey to the Green Days
- Smokey Faces in Nuit Miroirs
- La qualité du temps
- Créatures de la Seconde Nostalgie
- La fluidité de la Lumière
- Réponse à l'âge
- Le retour de Ben Zaid Wiseman
- D'un exil à l'autre
- Pour Elle